# Karl-Heinrich Landwehr
Karl-Heinrich Landwehr (* 14. August 1935 in Heeren-Werve; † 15. Oktober 2019) war ein deutscher Verwaltungsjurist. Er wirkte unter anderem als Oberkreisdirektor in Unna.

## Werdegang
Landwehr studierte Rechtswissenschaften an der Universität Münster. Zur Finanzierung des Studiums arbeitete er nebenher als Bergmann in der Zeche Königsborn. 1967 kam er als junger Staatsanwalt an die Zentralstelle in Nordrhein-Westfalen für die Bearbeitung von nationalsozialistischen Massenverbrechen bei der Staatsanwaltschaft Dortmund. 
1969 trat er in die SPD ein, wurde stellvertretender Vorsitzender des SPD-Unterbezirks Hamm, später Kreisvorsitzender. 1975 zog er in den Kreistag des neu formierten Kreises Unna ein. Er wurde erst zum Kreisrechtsdirektor und 1976 zum Oberkreisdirektor gewählt. In diesem Amt blieb er bis zur Abschaffung der Doppelspitze in Nordrhein-Westfalen im Jahr 1999.

## Ehrungen
- 2004: Verdienstkreuz 1. Klasse der Bundesrepublik Deutschland